# Биохимические переключатели в клеточном цикле
Ряд биохимических переключателей контролируют переходы между различными фазами клеточного цикла и внутри них. Клеточный цикл представляет собой серию сложных, упорядоченных, последовательных событий, которые контролируют деление одной клетки на две клетки и включают в себя несколько различных фаз. Фазы включают фазы G1 и G2, репликацию ДНК или S-фазу, а также фактический процесс клеточного деления, митоза или М-фазу. Во время М-фазы хромосомы расходятся и происходит цитокинез.
Переключатели поддерживают упорядоченное развитие клеточного цикла и действуют как контрольные точки, гарантирующие правильное завершение каждой фазы перед переходом к следующей фазе. Например, Cdk, или циклинзависимая киназа, является главным регулятором клеточного цикла и позволяет клетке переходить от G1 к S или от G2 к M путем добавления фосфата к белковым субстратам. Было показано, что такие многокомпонентные (с участием множества взаимосвязанных белков) переключатели генерируют решительные, надежные (и потенциально необратимые) переходы и запускают стабильные колебания. В результате они являются предметом активных исследований, пытающихся понять, как такие сложные свойства связаны с системами биологического контроля.

## Петли обратной связи
Многие биологические цепи производят сложные выходные данные, используя одну или несколько петель обратной связи. В последовательности биохимических событий обратная связь будет относиться к нижестоящему элементу последовательности (B на соседнем изображении), влияющему на некоторый восходящий компонент (A на соседнем изображении), чтобы повлиять на его собственное производство или активацию (выход) в будущем. Если этот элемент действует, чтобы увеличить свой собственный результат, то он участвует в положительной обратной связи (синяя стрелка). Петля положительной обратной связи также известна как самоусиливающаяся петля, и вполне возможно, что эти петли могут быть частью более крупной петли, поскольку это характерно для регулирующих цепей.
И наоборот, если этот элемент приводит к собственному торможению через вышестоящие элементы, это канонически отрицательная обратная связь (красная тупая стрелка). Петля отрицательной обратной связи также известна как уравновешивающая петля, и часто можно увидеть колебания, в которых задержанный сигнал отрицательной обратной связи используется для поддержания гомеостатического баланса в системе.
Петли обратной связи могут использоваться для усиления (положительные) или самокоррекции (отрицательные). Правильное сочетание положительных и отрицательных обратных связей может генерировать сверхчувствительность и бистабильность, что, в свою очередь, может генерировать решающие переходы и колебания.

## Сочетание положительной и отрицательной обратной связи
Петли положительной и отрицательной обратной связи не всегда работают четко. В механизме биохимических переключателей они работают вместе, создавая гибкую систему. Например, согласно Pfeuty & Kaneko (2009), чтобы преодолеть недостаток биохимических систем, петли регуляции положительной обратной связи могут взаимодействовать с петлями отрицательной регуляции, чтобы облегчить выход из стабильных состояний. Сосуществование двух стабильных состояний известно как бистабильность, которая часто является результатом регулирования с положительной обратной связью.
Примером, выявляющим взаимодействие множественных отрицательных и положительных петель обратной связи, является активация циклинзависимых протеинкиназ, или Cdks14. Петли положительной обратной связи играют роль, переключая клетки с низкой на высокую активность Cdk. Взаимодействие между двумя типами петель проявляется в митозе. В то время как положительная обратная связь инициирует митоз, петля отрицательной обратной связи способствует инактивации циклинзависимых киназ комплексом, стимулирующим анафазу. Этот пример ясно показывает комбинированные эффекты положительной и отрицательной обратной связи на регуляцию клеточного цикла.

## Ультрачувствительность
Реакция «все или ничего» на раздражитель называется сверхчувствительностью. Другими словами, очень небольшое изменение стимула вызывает очень большое изменение реакции, создавая сигмоидальную кривую доза-реакция. Сверхчувствительный отклик описывается общим уравнением V = Sn /(Sn + Km), известным как уравнение Хилла, когда n, коэффициент Хилла, больше 1. Крутизна сигмоидальной кривой зависит от значения n. Значение n = 1 дает гиперболический или михаэлевский отклик. Ультрачувствительность достигается в различных системах; примечательным примером является кооперативное связывание гемоглобина фермента с его субстратом. Поскольку сверхчувствительная реакция является почти «цифровой», её можно использовать для усиления реакции на стимул или для резкого резкого перехода (между состояниями «выключено» и «включено»).
Ультрачувствительность играет большую роль в регуляции клеточного цикла. Например, Cdk1 и Wee1 являются регуляторами митоза и способны инактивировать друг друга посредством ингибирующего фосфорилирования. Это представляет собой двойную петлю отрицательной обратной связи, в которой оба регулятора инактивируют друг друга. Согласно Киму и др. (2007), должен быть сверхчувствительный элемент, чтобы генерировать бистабильный отклик. Оказалось, что Wee1 обладает сверхчувствительным ответом на Cdk1, и это, вероятно, возникает из-за конкуренции субстратов между различными сайтами фосфорилирования на Wee1.

## Бистабильность
Бистабильность подразумевает гистерезис, а гистерезис подразумевает мультистабильность. Мультистабильность указывает на наличие двух или более устойчивых состояний для данного входа. Следовательно, бистабильность — это способность системы существовать в двух стационарных состояниях. Другими словами, существует диапазон значений стимула, для которого реакция может иметь два установившихся значения. Бистабильность сопровождается гистерезисом, что означает, что система приближается к одному из двух устойчивых состояний предпочтительно в зависимости от её истории. Бистабильность требует обратной связи, а также сверхчувствительного элемента схемы.
При соответствующих обстоятельствах петли положительной и отрицательной обратной связи могут обеспечить условия для бистабильности; например, за счет положительной обратной связи, связанной со сверхчувствительным ответным элементом схемы. Гистерезисная бистабильная система может действовать как надежный обратимый переключатель, потому что системе труднее переходить между состояниями «включено» и «выключено» (по сравнению с эквивалентным моностабильным сверхчувствительным откликом). Система также может быть настроена так, что один из переходов будет физически недостижим; например, никакое уменьшение стимула не вернет систему в состояние «выключено», если она уже находится в состоянии «включено». Это сформирует надежный необратимый переключатель. Как спроектировать простой биологический переключатель, описано в документе конференции.
Между топологией сети нет однозначного соответствия, поскольку многие сети имеют сходные отношения входа и выхода. Топология сети не подразумевает ввод или вывод, и точно так же ввод или вывод не подразумевает топологию сети. Именно по этой причине параметризация очень важна для работы схемы. Если динамика входа сравнима или быстрее, чем реакция системы, реакция может показаться гистерезисной.
Ниже описаны три переключателя клеточного цикла, которые обеспечивают резкие и/или необратимые переходы за счет использования некоторых механизмов, описанных выше.

## Переключатель G1/S
Переход G1/S, более известный как контрольная точка старта у почкующихся дрожжей (точка рестрикции у других организмов), регулирует протекание клеточного цикла. В этой контрольной точке клетки либо останавливаются перед репликацией ДНК (из-за ограничения питательных веществ или сигнала феромона), либо продлевают G1 (контроль размера), либо начинают репликацию и проходят оставшуюся часть клеточного цикла. Регуляторная сеть G1/S или регулон у почкующихся дрожжей включает циклины G1 Cln1, Cln2 и Cln3, Cdc28 (Cdk1), факторы транскрипции SBF и MBF и ингибитор транскрипции Whi5. Cln3 взаимодействует с Cdk1, чтобы инициировать последовательность событий путем фосфорилирования большого количества мишеней, включая SBF, MBF и Whi5. Фосфорилирование Whi5 заставляет его перемещаться из ядра, предотвращая его ингибирование SBF и MBF. Активные SBF/MBF управляют переходом G1/S, включая циклины B-типа и инициируя репликацию ДНК, формирование почек и удвоение веретенообразных тел. Более того, SBF/MBF управляет экспрессией Cln1 и Cln2, которые также могут взаимодействовать с Cdk1, способствуя фосфорилированию его мишеней.
Первоначально предполагалось, что этот переключатель G1/S функционирует как линейная последовательность событий, начинающаяся с Cln3 и заканчивающаяся фазой S. Однако наблюдение, что любого из Clns было достаточно для активации регулона, указывает на то, что Cln1 и Cln2 могут быть способны задействовать положительную обратную связь для активации своей собственной транскрипции. Это привело бы к постоянно ускоряющемуся циклу, который мог бы действовать как необратимый бистабильный триггер. Скотхейм и др. использовали измерения одиночных клеток в почкующихся дрожжах, чтобы показать, что эта положительная обратная связь действительно имеет место. Небольшое количество Cln3 индуцирует экспрессию Cln1/2, а затем вступает в действие петля обратной связи, приводящая к быстрому и резкому выходу Whi5 из ядра и, следовательно, когерентной экспрессии генов регулона G1/S. В отсутствие когерентной экспрессии генов клеткам требуется больше времени для выхода из G1, и значительная их часть даже останавливается перед S-фазой, что подчеркивает важность положительной обратной связи в усилении переключения G1/S.
Контрольная точка клеточного цикла G1/S контролирует переход эукариотических клеток из первой фазы промежутка G1, в фазу синтеза ДНК, S. В этом переключении в клетках млекопитающих есть две киназы клеточного цикла, которые помогают контролировать контрольную точку: клетка циклические киназы CDK4/6-циклин D и CDK2-циклин E. Транскрипционный комплекс, включающий Rb и E2F, важен для контроля этой контрольной точки. В фазе первого гэпа репрессорный комплекс Rb-HDAC связывается с факторами транскрипции E2F-DP1, тем самым ингибируя транскрипцию ниже по течению. Фосфорилирование Rb с помощью CDK4/6 и CDK2 диссоциирует комплекс Rb-репрессор и служит в качестве выключателя клеточного цикла. После фосфорилирования Rb снимается ингибирование транскрипционной активности E2F. Это позволяет транскрипцию генов S-фазы, кодирующих белки, которые усиливают переключение G1 на S-фазу.
Многие различные стимулы применяются для контроля контрольных точек, включая TGFb, повреждение ДНК, контактное ингибирование, репликативное старение и изъятие фактора роста. Первые четыре действуют, индуцируя членов семейств INK4 или Kip/Cip ингибиторов киназ клеточного цикла. TGFb ингибирует транскрипцию Cdc25A, фосфатазы, которая активирует киназы клеточного цикла, а удаление фактора роста активирует GSK3b, который фосфорилирует циклин D. Это приводит к его быстрому убиквитинированию.

## Переключатель G2/M
G2 начинается с E2F-опосредованной транскрипции циклина А, который образует комплекс циклин А-Cdk2. Чтобы перейти к митозу, комплекс циклин B — Cdk1 (впервые обнаруженный как фактор, способствующий MPF или M-фазе; Cdk1 также известен как Cdc2 у делящихся дрожжей и Cdc28 у почкующихся дрожжей) активируется Cdc25, протеинфосфатазой. Когда начинается митоз, ядерная оболочка распадается, хромосомы конденсируются и становятся видимыми, и клетка готовится к делению. Активация циклин B-Cdk1 приводит к разрушению ядерной оболочки, что характерно для инициации митоза.
Комплекс циклин B-Cdk1 участвует в регуляторной цепи, в которой Cdk1 может фосфорилировать и активировать свой активатор, Cdc25 (положительная обратная связь), а также фосфорилировать и инактивировать свой инактиватор, киназу Wee1 (двойная отрицательная обратная связь). Эта схема может действовать как бистабильный триггер с одним устойчивым устойчивым состоянием в G2 (Cdk1 и Cdc25 выключены, Wee1 включены) и вторым устойчивым устойчивым состоянием в фазе M (Cdk1 и Cdc25 активны, Wee1 выключен). Однако сам Wee1 регулируется другими факторами, такими как Cdr2.
Это было предложено и защищено Jin et al. в своей серии экспериментов с клеточной линией человека HeLa в 1998 году показали, что именно пространственное расположение циклина B внутри клетки инициирует митоз. Как известно из предыдущих экспериментов как с клетками человека, так и с ооцитами морской звезды, Jin et al. резюмируют, что циклин B1 в изобилии содержится в цитоплазме во время неделящихся фаз митоза, но идентифицируется в ядре в комплексе с Cdk1 непосредственно перед тем, как клетка вступает в митоз. Другие экспериментаторы показали, что клетки не будут делиться, если циклин В останется в цитоплазме. Для дальнейшего изучения влияния пространственного положения циклина В на клеточное деление и контроль цикла Jin et al. пометил циклин B сигналом ядерной локализации (NLS), который удерживает циклин внутри ядра. Первоначально этот циклин B NLS не вызывал ожидаемого эффекта ускоренного входа в митоз. Этот результат обусловлен ингибированием, показанным на рисунке ниже. Wee1, ингибитор комплекса циклин B-Cdk1, локализован в ядре и, вероятно, фосфорилирует циклин B NLS, что делает его неспособным работать, как предполагалось. Этот постулат был подтвержден, когда Jin et al. использовали Cdc2AF, нефосфорилируемый мутант Cdk1, и наблюдали ускоренное вступление в клеточное деление из-за ядерной локализации циклина B. Следовательно, ядерная локализация циклина B необходима, но недостаточна для запуска клеточного деления.
При исследовании регуляции клеточного цикла Jin et al. манипулировали клетками, чтобы оценить локализацию циклина В в клетках с повреждением ДНК. Благодаря сочетанию повреждения ДНК и ядерной локализации экзогенного циклина B они смогли определить, что клетки будут делиться даже с повреждением ДНК, если циклин B будет вынужден экспрессироваться в ядре. Это указывает на то, что пространственная локализация циклина B может играть роль контрольной точки митоза. Если клетки в нормальных условиях не делятся, когда их генетическая информация повреждена, но вступают в митоз, если эндогенный циклин В экспрессируется в ядре, вполне вероятно, что транслокация циклина В в цитоплазму является механизмом, который предотвращает незрелый митотический вход. Эта гипотеза была дополнительно подтверждена Jin et al. Анализом клеток, задержанных в G2 из-за повреждения ДНК. В этих клетках Jin et al. наблюдали высокие уровни активности комплекса циклин B-Cdc2 в цитоплазме. Это подтверждает ранее упомянутую теорию, поскольку показывает, что Cdc2 может активировать циклин без немедленной транслокации в ядро. Кроме того, накопление комплексов циклин B-Cdk1 в цитоплазме клеток, которые не делятся из-за повреждения ДНК, подтверждает теорию о том, что именно ядерная локализация циклина B инициирует митотический вход.
Таким образом, пространственная локализация циклина B играет роль во входе в митоз. Транслокация циклина В из цитоплазмы в ядро необходима для клеточного деления, но недостаточна, так как его ингибиторы не позволяют клетке преждевременно вступить в митоз. В дополнение к резервному ингибированию комплекса циклин B-Cdk1 преждевременное клеточное деление предотвращается транслокацией самого циклина B. Комплекс циклин B-Cdk1 останется в цитоплазме в клетках с повреждением ДНК, а не переместится в ядро, не давая клетке ингибировать вступление клетки в митоз. Следующий вопрос, которым задаются исследователи в этой области, заключается в том, каким конкретным механизмом регулируется эта транслокация.
Сантос и др. предположили, что транслокация циклина В регулируется механизмом положительной обратной связи, подобным тому, который регулирует активацию комплекса циклин В-Cdk1. Они считали, что петля положительной обратной связи включает фосфорилирование циклина В и его транслокацию в ядро. Чтобы начать исследовать это, они сначала подтвердили некоторые результаты Jin et al. эксперименты с использованием иммунофлуоресценции, чтобы показать циклин B в цитоплазме перед делением, и транслокацию в ядро, чтобы инициировать митоз, который они использовали, сравнивая с разрушением ядерной оболочки (NEB). Используя ядерный циклин, который не может быть инактивирован Wee1 или Myt1, Сантос и др. наблюдали, что активный ядерный циклин рекрутирует больше циклина из цитоплазмы для перемещения в ядро. Они подтвердили это наблюдение, применив лечение рапамицином iRap. iRap индуцирует транслокацию меченого циклина B из цитоплазмы в ядро. Примечательно, что Сантос и соавт. увидели, что немеченый циклин B мигрирует вместе с циклином B под влиянием iRap. Немеченый циклин не чувствителен к лечению и движется независимо от обработанного циклина. Это подтверждает первую часть петли положительной обратной связи, заключающуюся в том, что ядерная локализация циклина В, которая приводит к митотическому входу, способствует увеличению транслокации цитоплазматического циклина В в ядро, что дополнительно способствует миграции оставшегося цитоплазматического циклина В в ядро и т. д.
Сантос и др. далее предполагают, что фосфорилирование циклина B является ещё одним компонентом петли положительной обратной связи. Они заметили, что циклин B естественным образом входит в ядро до NEB. Напротив, мутированный, нефосфорилируемый циклин B проникает в ядро во время NEB. Это неожиданно, поскольку для клеточного цикла характерно перемещение циклина в ядро до NEB, чтобы вызвать прогрессирование клеточного цикла в митотическое деление. Таким образом, Сантос и соавт. делают вывод, что фосфорилирование циклина В способствует транслокации в ядро. Однако, кроме того, транслокация в ядро способствует фосфорилированию циклина. Авторы отмечают, что фосфорилирование циклина В в ядре в девятнадцать раз более благоприятно, чем в цитоплазме, из-за меньшего общего объёма ядра, что обеспечивает более высокую скорость фосфорилирования. Увеличение транслокации из-за фосфорилирования и повышенное фосфорилирование из-за транслокации иллюстрируют петлю положительной обратной связи, которая напоминает ранее обнаруженную, которая активирует комплекс циклин B-Cdk1.
В заключение, ядерная локализация циклина B необходима для вступления клетки в митоз. Транслокация циклина из цитоплазмы в ядро, обеспечивающая клеточное деление, регулируется петлей положительной обратной связи. Активный циклин В перемещается в ядро и способствует активации и перемещению дополнительных единиц циклина, находящихся в ядре. Это явление усиливается при рассмотрении фосфорилирования. Фосфорилирование циклина B способствует транслокации в ядро, а циклин B в ядре фосфорилируется с гораздо большей вероятностью, поэтому локализация в ядре в свою очередь способствует фосфорилированию циклина B.
Как только клетки находятся в митозе, циклин B-Cdk1 активирует комплекс, стимулирующий анафазу (APC), который, в свою очередь, инактивирует циклин B-Cdk1 путем деградации циклина B, что в конечном итоге приводит к выходу из митоза. Соединение бистабильной функции ответа Cdk1 с отрицательной обратной связью от APC может генерировать так называемый релаксационный осциллятор с резкими всплесками активности Cdk1, запускающими устойчивые митотические циклы. Однако в релаксационном осцилляторе параметр управления перемещается медленно по отношению к динамике ответа системы, что может быть точным представлением митотического входа, но не обязательно митотического выхода.
Необходимо инактивировать комплекс циклин B-Cdk1, чтобы выйти из митотической стадии клеточного цикла. Затем клетки могут вернуться к первой фазе промежутка G1 и подождать, пока цикл не продолжится ещё раз.
В 2003 г. Померенинг и соавт. предоставили убедительные доказательства этой гипотезы, продемонстрировав гистерезис и бистабильность в активации Cdk1 в цитоплазматических экстрактах ооцитов Xenopus. Сначала они продемонстрировали прерывистый резкий ответ Cdk1 на изменение концентрации неразрушаемого Cyclin B (чтобы отделить ответную сеть Cdk1 от APC-опосредованной отрицательной обратной связи). Однако такой отклик будет соответствовать как моностабильному сверхчувствительному переходу, так и бистабильному переходу. Чтобы различить эти две возможности, они измерили стационарные уровни активного Cdk1 в ответ на изменение уровней циклина, но в двух отдельных экспериментах, один из которых начинался с интерфазного экстракта, а другой начинался с экстракта уже в митозе. При промежуточных концентрациях циклина они обнаружили две стационарные концентрации активного Cdk1. Какое из двух устойчивых состояний было занято, зависело от истории системы, то есть начинались ли они с интерфазного или митотического экстракта, эффективно демонстрируя гистерезис и бистабильность.
В том же году Ша и др. независимо друг от друга пришли к тому же заключению, обнаружив петлю гистерезиса, также используя экстракты яиц Xenopus laevis. В этой статье были проверены три предсказания модели Новака-Тайсона, чтобы сделать вывод о том, что гистерезис является движущей силой «переходов клеточного цикла в митоз и из него». Предсказания модели Новака-Тайсона являются общими для всех бифуркаций седловых узлов. Бифуркации седловых узлов чрезвычайно полезны в несовершенном мире, потому что они помогают описывать несовершенные биологические системы. Первое предсказание заключалось в том, что пороговая концентрация циклина для входа в митоз выше, чем пороговая концентрация циклина для выхода из митоза, и это было подтверждено добавлением циклических экстрактов яиц неразлагаемым циклином B и измерением порога активации и инактивации после добавления циклогексимида (CHX), который является ингибитором синтеза белка. Кроме того, подтвердилось и второе предсказание модели Новака-Тайсона: нереплицированная дезоксирибонуклеиновая кислота, или ДНК, увеличивает пороговую концентрацию циклина, необходимую для вступления в митоз. Чтобы прийти к такому заключению, в экстракты, высвобождаемые цитостатическим фактором, добавляли CHX, APH (ингибитор ДНК-полимеразы) или и то, и другое, а также добавляли неразлагаемый циклин B. Третье и последнее предсказание, которое было проверено и подтвердилось в этой статье, заключалось в том, что скорость активации Cdc2 замедляется вблизи пороговой концентрации активации циклина. Эти прогнозы и эксперименты демонстрируют поведение переключения, подобное переключению, которое можно описать гистерезисом в динамической системе.

## Переключатель метафаза-анафаза
При переходе от метафазы к анафазе крайне важно, чтобы сестринские хроматиды правильно и одновременно разделялись на противоположные концы клетки. Разделение сестринских хроматид изначально сильно ингибируется, чтобы предотвратить преждевременное разделение в позднем митозе, но это ингибирование ослабляется за счет разрушения ингибирующих элементов комплексом, стимулирующим анафазу (APC), как только достигается биориентация сестринских хроматид. Одним из таких ингибирующих элементов является секурин, который предотвращает разрушение когезина, комплекса, удерживающего вместе сестринские хроматиды, путем связывания протеазной сепаразы, которая нацелена на Scc1, субъединицу когезинового комплекса, для разрушения. В этой системе фосфатаза Cdc14 может удалять ингибирующий фосфат из секурина, тем самым облегчая разрушение секурина APC, высвобождая сепаразу. Как показали Uhlmann et al., во время прикрепления хромосом к митотическому веретену хроматиды остаются парными, поскольку сцепление между сестрами препятствует разделению. Когезия устанавливается во время репликации ДНК и зависит от когезина, который представляет собой многосубъединичный комплекс, состоящий из Scc1, Scc3, Smc2 и Smc3. У дрожжей при переходе от метафазы к анафазе Scc1 диссоциирует от хромосом, и сестринские хроматиды расходятся. Это действие контролируется белком Esp1, который прочно связан с ингибитором анафазы Pds1, который разрушается комплексом, стимулирующим анафазу. Чтобы убедиться, что Esp1 действительно играет роль в регуляции ассоциации хромосом Scc1, клеточные штаммы арестовывали в G1 с помощью альфа-фактора. Эти клетки оставались в состоянии ареста во время развития. Использовали мутантные клетки Esp1-1 и повторяли эксперимент, при этом Scc1 успешно связывался с хромосомами и оставался ассоциированным даже после прекращения синтеза. Это было важно для демонстрации того, что с Esp1 способность Scc1 становиться стабильно ассоциированной с хромосомами во время G1 затруднена, и Esp1 фактически может напрямую удалять Scc1 из хромосом.
Это было показано Holt et al., что сепараза активирует Cdc14, который, в свою очередь, действует на секурин, создавая таким образом петлю положительной обратной связи, которая увеличивает четкость перехода от метафазы к анафазе и координацию разделения сестринских хроматид. Холт и др. исследовали основу эффекта положительной обратной связи при фосфорилировании секурина с использованием мутантных «секуриновых» штаммов дрожжей и проверяли, как изменения в фосфорорегуляции секурина влияют на синхронность разделения сестринских хроматид. Их результаты показывают, что вмешательство в эту положительную петлю секурин-сепараза-cdc14 снижает синхронность разделения сестринских хроматид. Эта положительная обратная связь может гипотетически генерировать бистабильность при переходе в анафазу, заставляя клетку принимать необратимое решение разделить сестринские хроматиды.

## Митотический выход
Выход из митоза является важным переходным моментом, который означает конец митоза и начало новой фазы G1 для клетки, и клетка должна полагаться на специфические механизмы контроля, чтобы после выхода из митоза она никогда не возвращалась к митозу, пока не завершится. прошли этапы G1, S и G2 и прошли все необходимые контрольные точки. Многие факторы, включая циклины, циклинзависимые киназы (CDK), убиквитинлигазы, ингибиторы циклинзависимых киназ и обратимое фосфорилирование, регулируют выход из митоза, чтобы гарантировать, что события клеточного цикла происходят в правильном порядке с наименьшим количеством ошибок. Конец митоза характеризуется распадом веретена, укорочением кинетохорных микротрубочек и выраженным вырастанием астральных (некинетохорных) микротрубочек. Для нормальной эукариотической клетки выход из митоза необратим.

### Протеолитическая деградация

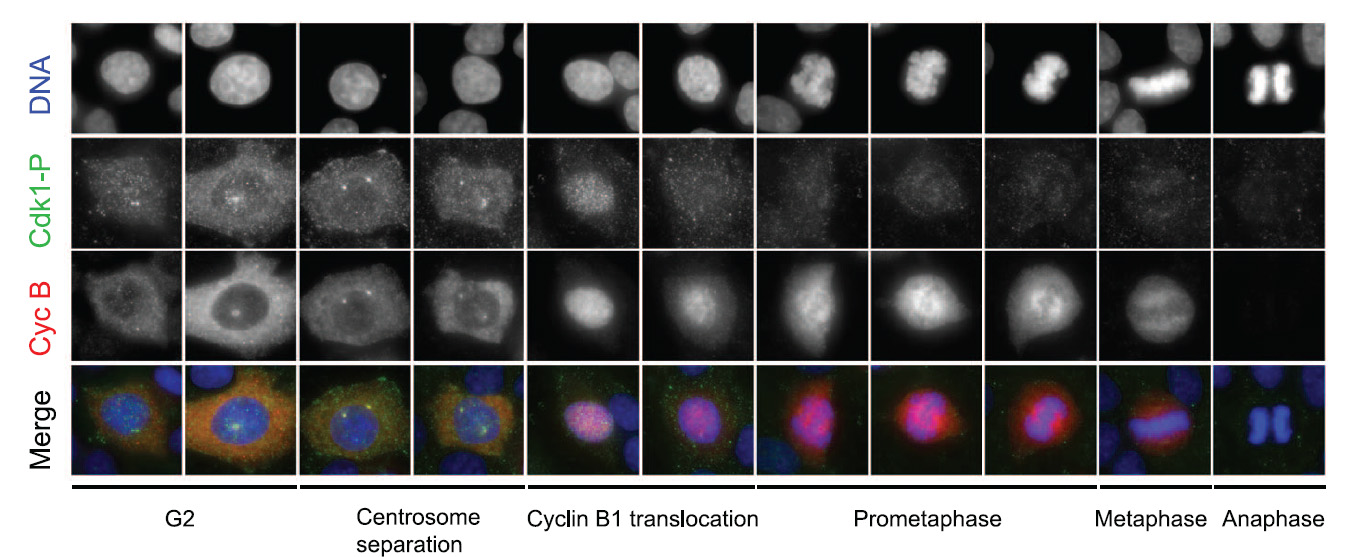
Рис. 1 Паттерны иммунофлуоресценции циклина B и фосфорилированной циклин-зависимой киназы 1 (Cdk1) в клетках HeLa изменяются по мере перехода от G2 к анафазе.

Было сделано много предположений относительно механизмов контроля, используемых клеткой для обеспечения необратимости выхода из митоза в модельном эукариотическом организме, почкующихся дрожжах Saccharomyces cerevisiae. Протеолитическая деградация регуляторов клеточного цикла и соответствующее влияние на уровни циклинзависимых киназ были предложены в качестве механизма, который способствует эукариотическому клеточному циклу и, в частности, переходу от метафазы к анафазе. В этой теории комплекс, стимулирующий анафазу (APC), класс убиквитинлигазы, способствует деградации митотических циклинов (Clb2) и факторов, ингибирующих анафазу (PDS1, CUT2), чтобы способствовать выходу из митоза. APC убиквитинирует мотив из девяти аминокислот, известный как блок разрушения (D-бокс) в NH2-концевом домене митотических циклинов для деградации протеасомой. APC в ассоциации с Cdc20 (APC-Cdc20) убиквитинирует и нацеливает митотические циклины (Clb2) для деградации на начальной фазе. Одновременно APC-Cdc20 опосредует деградацию секурин, которые ингибируют сепаразы посредством связывания в начале анафазы. Высвобожденная и активная сепараза расщепляет cohesin, который удерживает сестринские хроматиды вместе, облегчая разделение сестринских хроматид и инициируя митотический выход, способствуя высвобождению Cdc14 из ядрышка. На более поздней фазе подавление Cdk1 и активация Cdc14, фосфатазы, активирующей Cdh1, способствует образованию APC в ассоциации с Cdh1 (APC-Cdh1) для деградации Clb2. Cdc20 и Cdh1, которые являются активаторами APC, привлекают для убиквитинирования субстраты, такие как секурин и циклины B-типа (Clb). Без комплексов Cdk1-Clb2 для фосфорилирования белков, которые участвуют в динамике веретена, таких как Sli15, Ase1 и Ask1, обеспечивается удлинение веретена и хромосомная сегрегация, облегчая выход из митоза. Важность протеолитической деградации в эукариотическом клеточном цикле изменила взгляд на клеточное деление как на простой киназный каскад на более сложный процесс, в котором необходимы взаимодействия между фосфорилированием, убиквитинированием и протеолизом. Однако эксперименты с использованием почкующихся дрожжевых клеток с cdc28-as1, чувствительной к INM-PP1 (аналогу АТФ) аллели Cdk, доказали, что разрушение циклинов B-типа (Clb) не является необходимым для запуска необратимого выхода из митоза. Деградация Clb2 действительно укорачивает период ингибирования Cdk1, необходимый для запуска необратимого митотического выхода, что указывает на то, что протеолиз циклина способствует динамическому характеру эукариотического клеточного цикла из-за более медленного времени его действия, но вряд ли является основным определяющим фактором в запуске необратимого клеточного цикла. переходы.

### Уровни Sic1
Были сделаны открытия, свидетельствующие о важности уровня ингибиторов циклинзависимых киназ в регуляции клеточного цикла эукариот. В частности, было показано, что уровень Sic1, стехиометрического ингибитора комплексов Clb-CDK у почкующихся дрожжей, особенно важен для необратимого перехода G1-S за счет необратимой активации киназ S-фазы. Было показано, что уровень Sic1 играет важную роль в запуске необратимого выхода из митоза (переход M-G1), а также в переходе G1-S. Во время митоза снижение уровня Cdk1 приводит к активации Cdc14, фосфатазы, которая противодействует Cdk1 посредством активации Cdh1 и Swi5, активатора транскрипции белков Sic1. В то время как деградация Sic1 до определённого низкого уровня запускала S-фазу, накопление Sic1 до определённого высокого уровня требовалось для запуска необратимого выхода из митоза. Ингибиторы Cdk1 могут индуцировать выход из митоза, даже когда деградация циклинов B-типа блокируется экспрессией недеградируемых Clbs или ингибиторов протеасом. Однако сестринские хроматиды не могут сегрегироваться, и клетки возвращаются к митозу после того, как ингибиторы вымываются, что указывает на необходимость достижения порогового уровня ингибиторов для запуска необратимого митотического выхода независимо от деградации циклина. Несмотря на разные пороги уровня Sic1, которые необходимы для запуска митотического выхода по сравнению с переходом G1-S, было показано, что уровень Sic1 играет ключевую роль в регуляции эукариотического клеточного цикла путем ингибирования активности CDK.

### Динамический системный подход

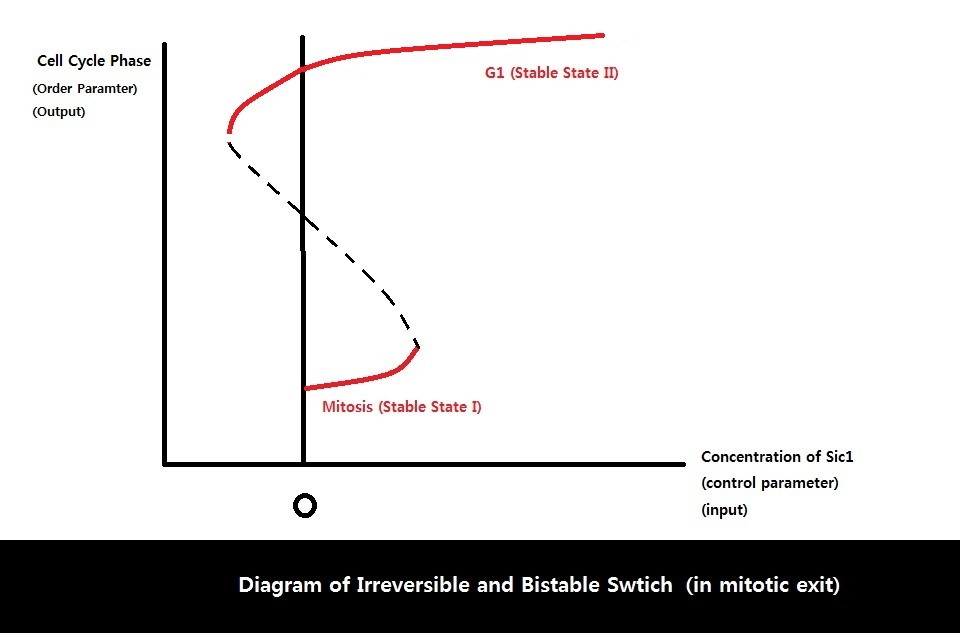
Рис. 2. Необратимое и бистабильное переключение при выходе из митоза, где параметром управления является уровень Sic1, а параметром порядка являются фазы клеточного цикла.

Поскольку эукариотический клеточный цикл включает в себя множество белков и регуляторных взаимодействий, можно использовать подход динамических систем, чтобы упростить сложную биологическую цепь до общей структуры для лучшего анализа. Среди четырёх возможных взаимосвязей ввода/вывода взаимосвязь между уровнем Sic1 и выходом из митоза, по-видимому, демонстрирует характеристики необратимого бистабильного переключения, управляемого обратной связью между APC-Cdh1, Sic1 и Clb2-Cdk1. Известно, что бистабильность контролирует биологические функции, такие как контроль клеточного цикла и клеточная дифференцировка, и играет ключевую роль во многих клеточных регуляторных сетях. Бистабильная связь входа/выхода характеризуется двумя устойчивыми состояниями с двумя точками бифуркации. Возможны множественные выходы для одного конкретного входа в области бистабильности, отмеченной двумя точками бифуркации. Кроме того, бистабильная связь отображает гистерезис: конечное состояние/выход зависит от истории ввода, а также от текущего значения ввода, поскольку система имеет память. Одна точка бифуркации имеет отрицательное значение управляющего параметра (точка бифуркации находится по другую сторону от оси), что приводит к разрыву между двумя устойчивыми состояниями и необратимости перехода из одного состояния в другое. Что касается выхода из митоза, два стабильных состояния определяются митозом и фазой G1. Как только уровень Sic1 (вход) превышает пороговое значение, происходит необратимый переход от митоза (стабильное состояние I) к фазе G1 (стабильное состояние II). В несовершенной среде единственная бифуркация, которая остается неизменной, — это седло-узловая бифуркация. Седло-узловая бифуркация не нарушается (седло-узел — это ожидаемое общее поведение), в то время как транскритические и вилочные бифуркации не нарушаются при наличии несовершенств. Таким образом, единственная одномерная бифуркация, которая может существовать в несовершенном биологическом мире, — это бифуркация седло-узла. Бистабильную связь между переходом M-G1 и уровнем Sic1 можно представить в виде диаграммы двух седло-узловых бифуркаций, в которых поведение системы качественно меняется при небольшом изменении управляющего параметра, величины Sic1.

### Обратная связь на системном уровне

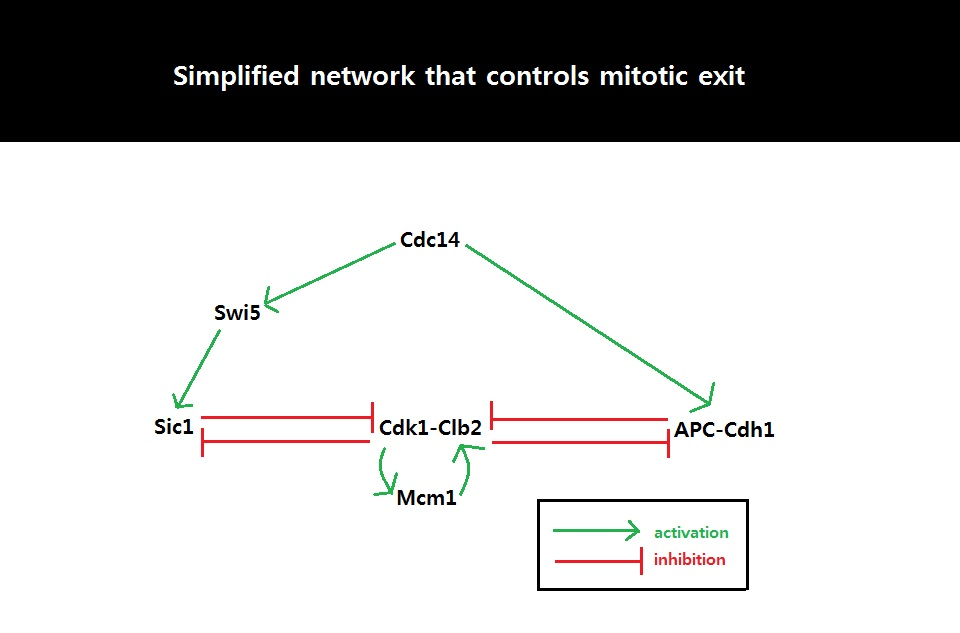
Рис. 3 Упрощенная сеть, включающая Cdk1-Clb2, APC-Cdh1, Sic1 и Cdc14. Двойная петля отрицательной обратной связи, опосредованная APC-Cdh1 и Sic1, необходима для подавления Cdk1-Clb2 и запуска митотического выхода.

Поскольку поведение клеточного цикла критически зависит от количества Sic1 в переходном состоянии M-G1, количество Sic1 жестко регулируется обратными связями на системном уровне. Поскольку Cdk1-Clb2 ингибирует Sic1, фосфорилируя Sic1 и делая Sic1 доступным для деградации посредством убиквитинирования, APC-Cdh1-зависимая деградация Cdk1-Clb2 не только снижает уровень доступных комплексов Cdk1-Clb2, но также увеличивает уровень Sic1, что, в свою очередь, ещё больше ингибирует функцию Cdk1-Clb2. Эта активация петли двойной отрицательной обратной связи инициируется APC-Cdc20-зависимой деградацией Cdk1-Clb2 и высвобождением Cdc14 из ядрышкового белка Net1/Cfi1. Путь FEAR (раннее высвобождение Cdc14 в анафазе) облегчает Clb2-Cdk1-зависимое фосфорилирование Net1, которое временно высвобождает Cdc14 из Net1. Высвобожденные комплексы Cdc14 и Clb2-Cdk1 переходят в веретено формы, которое активирует сеть выхода из митоза (MEN). MEN обеспечивает устойчивое высвобождение Cdc14 из ядрышка, а Cdc14 противодействует активности Clb2-Cdk1, активируя Cdh1 и стабилизируя Sic1 посредством активации Sic1-транскрипционного активатора Swi5. Sic1 позитивно регулирует себя, ингибируя Cdk1-Clb2, чтобы высвободить ингибирование Swi5, а Cdh1 также позитивно регулирует себя, ингибируя Clb2-Cdk1, чтобы высвобождать ингибирование MEN, которое может активировать Cdc14, а затем и сам Cdh1. Петля двойной отрицательной обратной связи, образованная APC-Cdh1 и Sic1, необходима для поддержания низкой активности Clb2-Cdk1, поскольку Clb2 автоматически активирует свой синтез путем активации факторов транскрипции, комплекса Fkh2-Mcm1 Ndd1.

### Значение
Эукариотический клеточный цикл состоит из различных контрольных точек и петель обратной связи, обеспечивающих правильное и успешное деление клеток. Например, во время митоза, когда дуплицированные хромосомы неправильно прикреплены к митотическому веретену, белки контрольной точки сборки веретена (SAC), включая Mad и Bub, ингибируют APC-Cdc20, задерживая вступление в анафазу и деградацию циклина B-типа. Кроме того, когда митотические веретена смещены, MEN и впоследствии Cdc14 ингибируются Bub2 и Bfa1-зависимым образом, чтобы предотвратить деградацию митотических циклинов и вступление в анафазу. Sic1 — хороший пример, демонстрирующий, как обратные связи на системном уровне взаимодействуют, чтобы ощущать условия окружающей среды и запускать переходы клеточного цикла. Несмотря на то, что фактический переход M-G1 чрезвычайно сложен с участием множества белков и регуляций, подход динамических систем позволяет упростить эту сложную систему до бистабильного отношения ввода/вывода с двумя бифуркациями седловидного узла, в которых выход (митотический выход) зависит от критической концентрации. Sic1. Используя одномерный анализ, можно было бы объяснить многие необратимые точки перехода в эукариотическом клеточном цикле, которые регулируются контролем и обратной связью на системном уровне. Другие примеры необратимых точек перехода включают Start (необратимое обязательство перед новым циклом клеточного деления), что может быть объяснено необратимым бистабильным переключением, контрольный параметр которого жестко регулируется системными обратными связями, включающими Cln2, Whi5 и SBF.